# Archytas fulviventris
Archytas fulviventris là một loài ruồi trong họ Tachinidae.